# Tom Long
Tom Long (* 3. August 1968 in Boston, USA; † 4. Januar 2020) war ein australisch-amerikanischer Film- und Theaterschauspieler.

## Leben
Long wurde 1968 in Boston geboren, während seine Eltern sich dort aufhielten, und wuchs mit einem Bruder und zwei Schwestern auf einer Farm auf. Sein Vater gehört zu den fliegenden Ärzten. Seine Schauspielausbildung absolvierte er am an die University of New South Wales angeschlossenen National Institute of Dramatic Art (NIDA) und schloss sie im Jahr 1996 ab. Long debütierte im Fernsehdrama The Leaving of Liverpool aus dem Jahr 1992. In den Jahren 2000 und 2002 wurde er insgesamt dreimal für den Australian Film Institute Award nominiert.
Seit 1989 war Long Vater eines Sohnes, dessen Mutter ebenfalls Schauspielerin ist.

## Filmografie (Auswahl)
- 1992: The Leaving of Liverpool
- 1997: Letzter Stop Nashville (Doing Time for Patsy Cline)
- 1997: The Last of the Ryans
- 1998: Two Hands
- 1999: Strange Planet
- 1998–1999: SeaChange (Fernsehserie)
- 2000: The Dish
- 2002: Young Lions (Fernsehserie)
- 2006: Black Jack: At the Gates
- 2006: The Book of Revelation
- 2007: Mord im Outback (Joanne Lees: Murder in the Outback, Fernsehmehrteiler)
- 2008: East of Everything (Fernsehmehrteiler)